# N-Acetilgalaktozamin
-Acetilgalaktozamin (GalNAc), je amino šećerni derivat galaktoze.

## Funkcija
Kod ljudi on je terminalni ugljeni hidrat koji formira antigen krvne grupe A.
On je tipično prvi monosaharid vezan za serin ili treonin u specifičnoj formi proteinske O-glikozilacije.
-Acetilgalaktozamin je neophodan za interćelijsku komunikaciju, i koncentrisan je u senzornim nervnim strukturama ljudi i životinja.